# Верхняя Жемтала
Ве́рхняя Жемтала́ (карач.-балк. Огъары Жемтала) — село в Черекском районе Кабардино-Балкарской Республики.
Образует муниципальное образование «сельское поселение Верхняя Жемтала», как единственный населённый пункт в его составе.

## География
Селение расположено в юго-восточной части Черекского района, на левом берегу реки Псыгансу при входе в Суканское ущелье. Находится в 16 км к юго-востоку от районного центра Кашхатау и в 50 км от города Нальчик (по дороге).
Площадь территории сельского поселения составляет — 19,29 км2. Основную часть муниципального образования занимают сельскохозяйственные угодья и нагорные пастбища.
Граничит с землями населённых пунктов: Жемтала на севере, Верхний Лескен на востоке, Ташлы-Тала на юго-востоке и Верхняя Балкария на юго-западе.
Населённый пункт расположен в переходной от предгорной в горную зоне республики. Рельеф местности представляет собой в основном предгорную наклонную равнину, расположенной в долине реки Псыгансу. С запада и востока село окружён массивами Лесистого хребта. Северная часть населённого пункта холмистая, с юга окружен горными хребтами. Перепады относительных высот составляют более 500 метров. Средние высоты на территории села составляют 861 метр над уровнем моря. Высшей точкой сельского поселения является гора Тушу, находящееся к югу от села.
Гидрографическая сеть представлена реками Псыгансу, Жемтала, Белые Камни и их мелкими притоками. Имеются выходы родников.
Климат влажный умеренный, с тёплым летом и прохладной зимой. Среднегодовая температура воздуха составляет около +8,0°С, и колеблется от средних +19,0°С в июле, до средних -4,0°С в январе. Первые заморозки наблюдаются в конце сентября, последние наблюдаются в конце апреля. Среднегодовое количество осадков составляет около 850 мм. Основное количество которых выпадает в период с мая по июль.

## Этимология
Название села происходит от одноимённой реки Жемтала (кабард.-черк. Жэмтхьэлэ), что в переводе с кабардинского языка означает «топящая коров» (жэм — «корова», тхьэлэ — «топить»).
По другой версии, название переводят с балкарского языка как «кормовая поляна» (жем — «корм», тала — «поляна»). При этом, название реки является первичной, позже распространённая на местность и село. 

## История
Село основано в 1939 году переселенцами из сёл Верхне-Балкарского сельсовета. Первыми жителями села были представители родов Ксанаевых, Занкишиевых, Бегиевых, Таукеновых, Моттаевых, Гузеевых, Гороевых и др. В 1940 году был образован самостоятельный Верхне-Жемталинский сельсовет.
В 1944 году Верхне-Жемталинский сельсовет был упразднён и заброшен, в связи с депортацией балкарцев в Среднюю Азию. К тому моменту в новом селе уже числилось около 150 дворов, с общей численностью населения в 750 человек. 
Второе становление села стало возможным после возвращения балкарцев из депортации в 1957 году. В том же году был восстановлен Верхне-Жемталинский сельсовет. 
В 1992 году Верхне-Жемталинский сельский совет был реорганизован и преобразован в Верхне-Жемталинскую сельскую администрацию. В 2005 году Верхне-Жемталинская сельская администрация была преобразована в муниципальное образование, со статусом сельского поселения.

## Население
| 2002  | 2010  | 2012  | 2013  | 2014  | 2015  | 2016  |
| ----- | ----- | ----- | ----- | ----- | ----- | ----- |
| 1605  | ↗1614 | ↗1615 | ↘1614 | ↗1621 | ↗1622 | ↗1638 |
| 2017  | 2018  | 2019  | 2020  | 2021  | 2023  | 2024  |
| ↗1650 | ↗1651 | ↗1668 | ↘1665 | ↗1792 | ↗1799 | ↗1820 |
| 2025  |       |       |       |       |       |       |
| ↗1825 |       |       |       |       |       |       |

Плотность — 94.61 чел./км2.
Национальный состав
По данным Всероссийской переписи населения 2010 года:
| Народ    | Численность, чел. | Доля от всего населения, % |
| -------- | ----------------- | -------------------------- |
| балкарцы | 1 583             | 98,1 %                     |
| другие   | 31                | 1,9 %                      |
| всего    | 1 614             | 100 %                      |

По данным Всероссийской переписи 2021 года:
| Народ    | Численность, чел. | Доля от всего населения, % |
| -------- | ----------------- | -------------------------- |
| балкарцы | 1 783             | 99,50 %                    |
| другие   | 9                 | 0,50 %                     |
| всего    | 1 792             | 100,0 %                    |

Поло-возрастной состав
По данным Всероссийской переписи населения 2010 года:
| Возраст     | Мужчины, чел. | Женщины, чел. | Общая численность, чел. | Доля от всего населения, % |
| ----------- | ------------- | ------------- | ----------------------- | -------------------------- |
| 0 — 14 лет  | 168           | 180           | 348                     | 21,6 %                     |
| 15 — 59 лет | 578           | 526           | 1 104                   | 68,4 %                     |
| от 60 лет   | 65            | 97            | 162                     | 10,0 %                     |
| Всего       | 811           | 803           | 1 614                   | 100,0 %                    |

Мужчины — 811 чел. (50,2 %). Женщины — 803 чел. (49,8 %).
Средний возраст населения — 32,8 лет. Медианный возраст населения — 29,9 лет.
Средний возраст мужчин — 31,9 лет. Медианный возраст мужчин — 28,6 лет.
Средний возраст женщин — 33,8 лет. Медианный возраст женщин — 31,0 лет.

## Местное самоуправление
Администрация сельского поселения Верхняя Жемтала — с. Верхняя Жемтала, ул. Настуева, 80.
Структуру органов местного самоуправления сельского поселения составляют:
- Исполнительно-распорядительный орган — Местная администрация сельского поселения Верхняя Жемтала. Состоит из 6 человек.
  - Глава администрации сельского поселения — Ораков Арсен Ахматович.
- Представительный орган — Совет местного самоуправления сельского поселения Верхняя Жемтала. Состоит из 11 депутатов, избираемых на 5 лет.

## Образование
- МКУ Средняя общеобразовательная школа «имени А.Р. Чубакова» — ул. Моллаева, 54.
- Начальная школа Детский сад (при школе) — ул. Моллаева, 54А.

## Здравоохранение
- Участковая больница — ул. Ксанаева, 54.

## Культура
- МКУ Сельский Дом Культуры — ул. Настуева, 67.

Общественно-политические организации: 
- Совет старейшин
- Совет ветеранов труда и войны
- Совет женщин

## Ислам
- Сельская мечеть — ул. Ксанаева, 52.

## Экономика
В экономике сельского поселения главную роль играет разведения крупного и мелкого рогатого скота, а также растениеводство. Значимые промышленные предприятия на территории сельского поселения отсутствуют.

## Улицы
На территории села зарегистрировано 4 улицы:

| Ксанаева |
| Моллаева |

| Надречная |

| Настуева |

## Известные уроженцы
- Гороев Кеккез Хажимурзаевич — заслуженный учитель КБАССР.
- Занкишиев Жагъа Якубович — поэт, член союза писателей России.